# Deutsches Bündnis Kindersoldaten

„Red Hand“: Logo Deutsches Bündnis Kindersoldaten

Das Deutsche Bündnis Kindersoldaten (auch: Deutsche Koordination Kindersoldaten) ist ein im Jahr 1999 gegründetes Bündnis von zwölf Nichtregierungsorganisationen (heute neun).
Das zentrale Ziel ist die weltweite Ächtung des Einsatzes von Kindersoldaten unter 18 Jahren, unter anderem durch Informations- und Lobbyarbeit, sowie gezielte Projekte für bereits betroffene Kinder und Jugendliche. Das Bündnis versteht sich als Zweig der internationalen Child Soldiers International (ehemals Coalition to Stop the Use of Child Soldiers), die es seit 1998 gibt.

## Aktivitäten
Das Bündnis will zunächst auf die Problematik „Kindersoldaten“ aufmerksam machen. Dazu betreibt es Lobbyarbeit und will mit öffentlichkeitswirksamen Aktionen, wie der „Aktion Rote Hand“ gegen den Einsatz von Kindersoldaten wirken.
Die Mitgliedsorganisationen führen teilweise eigene Projekte in verschiedenen Ländern durch, etwa Rehabilitationszentren für ehemalige Kindersoldaten in Nord-Uganda (World Vision Deutschland) oder Hilfen für traumatisierte Kinder und Jugendliche in Form von Selbsthilfe-Gruppen (Kindernothilfe).

## Zielsetzung
Das zentrale Ziel der Aktion ist die weltweite Ächtung des Einsatzes von Kindersoldaten unter 18 Jahren („straight 18“) – völlig unabhängig davon, ob sie zwangsweise oder „freiwillig“ rekrutiert werden.
- Kinder unter 18 Jahren dürfen weder freiwillig noch zwangsweise rekrutiert oder in Kriegen und Konflikten als Soldaten eingesetzt werden (straight 18).
- Personen, Staaten und bewaffnete Gruppen, die Kinder rekrutieren und als Soldaten einsetzen, müssen öffentlich benannt (durch den UN-Sicherheitsrat) und sanktioniert werden (wirtschaftliche Konsequenzen, Reiseverbote, Kontensperrungen). Gegen die Verantwortlichen muss vor dem Internationalen Strafgerichtshof oder vor nationalen Gerichten Anklage erhoben werden.
- Ehemalige Kindersoldaten müssen medizinisch und psychologisch versorgt werden. Sie müssen eine schulische bzw. berufliche Bildung erhalten. Dies gilt insbesondere auch, wenn sie als Flüchtlinge in Industrieländer wie Deutschland kommen.
- Ehemaligen Kindersoldaten muss in Ländern, in die sie geflohen sind, politisches Asyl und Schutz gewährt werden.
- Die staatlichen und internationalen Finanzmittel für Präventions- und Reintegrationsprogramme für Kindersoldaten müssen erhöht werden.
- Es darf keine Waffenexporte (auch keine Einzelteile oder Munition) in Krisenregionen geben, in denen Kinder eingesetzt werden. Dies gilt insbesondere für Kleinwaffen. Produktionslizenzen sowie der Export in Drittländer, die die Waffen in Krisengebiete weiterleiten, müssen verboten werden.

## Mitglieder
- Aktion Weißes Friedensband e.V.
- Deutsche Friedensgesellschaft – Vereinigte KriegsdienstgegnerInnen
- Deutsches Nationalkomitee des Lutherischen Weltbundes
- Kindernothilfe
- Internationales Katholisches Missionswerk
- terre des hommes
- World Vision Deutschland
- pax christi – Deutsche Sektion e.V.
- Quäker-Hilfe Stiftung